# Anja Nissen (album)
Anja Nissen è il primo album in studio della cantante australiana-danese Anja Nissen, pubblicato nel 2014. 
Si tratta di un album di cover.

## Tracce
1. Vanishing – 4:13 (Mariah Carey, Ben Margulies)
2. When Love Takes Over – 3:28 (Miriam Nervo, Olivia Nervo, Kelly Rowland, David Guetta, Frédéric Riesterer)
3. His Eye Is on the Sparrow – 4:42 (Civilla D. Martin, Charles H. Gabriel)
4. I'll Be There – 4:08 (Berry Gordy, Bob West, Willie Hutch, Hal Davis)
5. Irreplaceable – 3:50 (Shaffer Smith, Beyoncé Knowles, Mikkel S. Eriksen, Tor Erik Hermansen, Espen Lind, Amund Bjørklund)
6. Wild – 3:14 (Jessica Cornish, Joshua Coleman, Claude Kelly, Dylan Mills, Sean Anderson)
7. I Have Nothing – 4:13 (David Foster, Linda Thompson)
8. I Won't Give Up – 4:04 (Jason Mraz, Michael Natter)
9. Stop and Stare – 3:44 (Ryan Tedder, Zach Filkins, Andrew Brown, Eddie Fisher, Tim Myers)
10. Rather Be – 3:50 (Jack Patterson, James Napier, Nicole Marshall)
11. Free Fallin' – 4:01 (Tom Petty, Jeff Lynne)